# Холдер, Дино Мохамед
Дино Мохамед Холдер (фр. Dino Mohamed Houlder, род. 25 ноября 1997) — мадагаскарский шоссейный велогонщик.

## Карьера
Начал серьёзно заниматься велоспортом в 2014 году. Всего год спустя, в 2015 году, в возрасте 18 лет стал самым молодым гонщиком выигравшим Тур Мадагаскара. В 2017 году он выиграл Гран-при Илакака, гонку проводимую в рамках национального календаря.
В июле 2019 года на Играх островов Индийского океана завоевал бронзовую медаль в командной гонке. 

## Достижения
2015
Тур Мадагаскара
2017
Grand Prix d'Ilakaka
2019
 Чемпион Мадагаскара — групповая гонка
 Игры островов Индийского океана — командная гонка
Тур Мадагаскара
3-й в генеральной классификации
4-й этап